# Cardiophorus eliasi
Cardiophorus eliasi is een keversoort uit de familie kniptorren (Elateridae). De wetenschappelijke naam van de soort is voor het eerst geldig gepubliceerd in 1904 door Pic.